# Левины
Левины — опустевшая деревня в Даровском районе Кировской области в составе Кобрского сельского поселения.

## География
Находится на расстоянии примерно 25 км по прямой на восток от райцентра поселка  Даровской.

## История
Известна с 1873 году, когда здесь (займище Филипа Бовыкина или Левицы) учтено было дворов 9 и жителей 78, в 1905 14 и 121, в 1926 (деревня Левины) 24 и 115, в 1950 21 и 77, в 1989 оставалось 25 жителей.

## Население
| 2010 |
| ---- |
| 0    |

Постоянное население  составляло 12 человек (русские 100%) в 2002 году, 0 в 2010.